# Alexandre Fersman
Alexandre Ievguenievitch Fersman (en russe : Александр Евгеньевич Ферсман), né le 27 octobre 1883 à Saint-Pétersbourg et mort le 20 mai 1945 à Sotchi, est un scientifique soviétique de premier plan. Géochimiste et minéralogiste, élève de Vladimir Vernadski, il fut membre de l'Académie des sciences d'URSS à partir de 1919. Il est le premier directeur de l'institut de géographie de Petrograd.
Il est également connu pour la découverte de dépôts d'apatites et de minerais de cuivre-nickel dans le massif des Khibiny, et de soufre dans le désert du Karakoum.
Du fait de ses travaux remarquables, son nom fut donné à deux minéraux, la fersmite (it) et la fersmanite (de).
Alexandre Fersman a reçu le prix Lénine en 1929, le prix d'État de l'URSS en 1942. Il reçut également la médaille Wollaston de la Société géologique de Londres en 1943, pour son ouvrage en quatre volumes intitulé Géochimie.